# John Ritter
John Ritter, właściwie Jonathan Southworth Ritter (ur. 17 września 1948 w Burbank, zm. 11 września 2003 tamże) – amerykański aktor telewizyjny i filmowy, komik.

## Życiorys

### Wczesne lata
Urodził się w Burbank w hrabstwie Los Angeles w stanie Kalifornia rodzinie rzymskokatolickiej jako syn aktorki Dorothy Fay (1915-2003; z domu Southworth) i Texa Rittera (1905-1974), piosenkarza i kompozytora gatunku country.
W 1966 ukończył Hollywood High School. W 1970 studiował na wydziale psychologii i architektury na Uniwersytecie Południowej Kalifornii mając na uwadze karierę polityczną. Jednak po ukończeniu USC School of Dramatic Arts, po dwóch latach zmienił swoje nastawienie i dołączył do klasy dramatycznej pod kierunkiem aktorki Niny Foch.

### Kariera
Po gościnnym udziale w serialach ABC Dan August (1970) z Burtem Reynoldsem i CBS Hawaii Five-O (1971), pojawił się w komedii familijnej Walt Disney Pictures Bosy recenzent (The Barefoot Executive, 1971) z Kurtem Russellem oraz w komediodramacie Scandalous John (1971) z Alfonso Arau. Wkrótce przyjął rolę wielebnego Matthew Fordwicka w serialu CBS The Waltons (1972–76). Z kolei w sitcomie CBS M*A*S*H (1973) wystąpił jako szeregowy Carter, a serialu kryminalnym CBS Kojak (1974) pojawił się jako Kenny Soames.
Za rolę Jacka Trippera w sitcomie ABC Three’s Company (1977–84) otrzymał Emmy i Złoty Glob. Rola doktora George’a Madisona w serialu Fox Ally McBeal (1998) przyniosła mu nominację do nagrody Emmy.
Od 3 października 2000 do 10 czerwca 2001 grał rolę Claude’a Pichona w spektaklu Neila Simona The Dinner Party, za którą otrzymał Theatre World Award 2001.

## Życie osobiste
Był dwukrotnie żonaty. 16 listopada 1977 ożenił się z Nancy Morgan, z którą miał trójkę dzieci: dwóch synów – Jasona Morgana (ur. 17 lutego 1980) i Tylera (ur. 31 stycznia 1985) oraz córkę Carly (ur. 1 marca 1982). Rozwiedli się w 1996 roku. 18 września 1999 poślubił aktorkę Amy Yasbeck. Miał z nią córkę Stellę (ur. 11 września 1998).
Zmarł 11 września 2003 w Burbank na rozwarstwienie aorty w wieku 54 lat.

## Wybrana filmografia
- M*A*S*H (M*A*S*H, 1973) jako szeregowy Carter
- Kojak (Kojak, 1973–1978) jako Kenny Soames
- Three’s Company (Three’s Company, 1976–1984) jako Jack Tripper
- Statek miłości (The Love Boat, 1977–1986) jako Dale Riley/Reinhardt
- Prawdziwi mężczyźni (Real Men, 1987) jako Bob Wilson
- Kochany urwis (Problem Child, 1990) jako ‘Mały’ Ben Healy
- Kochany urwis 2 (Problem Child 2, 1991) jako Ben Healy
- The Cosby Show (The Cosby Show, 1991) jako Ray Evans
- Małolat (North, 1994) jako Ward Nelson
- Blizny przeszłości (Sling Blade, 1996) jako Vaughan Cunningham
- Skrzydła (Wings, 1996) jako Stuart Davenport
- Dotyk anioła (Touched by an Angel, 1996–1999) jako Mike O’Connor/Tom McKinsley
- Donikąd (Nowhere, 1997) jako Moses Helper
- Buffy: Postrach wampirów (Buffy the Vampire Slayer, 1997) jako Ted Buchanan
- Bobby kontra wapniaki (King of the Hill, 1997–2003) jako Eugene Grandy
- Narzeczona laleczki Chucky (Bride Of Chucky, 1998) jako szef policji Warren Kincaid
- Cień wątpliwości (Shadow of Doubt) 1998 jako Steven Mayer
- W dniu mojej śmierci ocknąłem się wcześnie (I Woke Up Early the Day I Died) jako Robert Forrest
- Ally McBeal (Ally McBeal, 1998) jako George Madison
- Batman przyszłości (Batman Beyond, 2000) jako dr David Wheeler
- Felicity (Felicity, 2000–2002) jako pan Andrew Covington
- Hoży doktorzy (Scrubs, 2002) jako Sam Dorian
- Zły Mikołaj (Bad Santa, 2003) jako Bob Chipeska
- 8 prostych zasad (8 simple rules, 2002–2003) jako Paul Hennessy

## Nagrody
|      |              |                                                   |                 |  |  |
| 1984 | Nagroda Emmy | Najlepszy aktor w serialu komediowym              | Three’s Company |  |  |
|      |              |                                                   |                 |  |  |
| 1984 | Złoty Glob   | Najlepszy aktor w serialu komediowym lub musicalu | Three’s Company |  |  |